# American Journal of Cancer Research
Das American Journal of Cancer Research, abgekürzt Am. J. Cancer Res., ist eine wissenschaftliche Fachzeitschrift, die vom E-Century-Publishing-Verlag veröffentlicht wird. Die Zeitschrift wird ausschließlich online publiziert. Es werden Arbeiten veröffentlicht, die sich mit der Behandlung von Krebserkrankungen beschäftigen.
Der Impact Factor lag im Jahr 2016 bei 3,264. Nach der Statistik des ISI Web of Knowledge wird das Journal mit diesem Impact Factor in der Kategorie Onkologie an 94. Stelle von 217 Zeitschriften geführt.